# TekBASE
TekBASE ist eine Software zur Verwaltung von Servern. Sie wurde vom Hersteller TekLab sowohl für Unix als auch für Microsoft Windows basierte Server entwickelt.
Insbesondere ist TekBASE für die Verwaltung von sogenannten Gameservern, Voiceservern, Streamservern wie zum Beispiel SHOUTcast sowie virtuellen Servern auf Basis von OpenVZ ausgelegt. Dieses kostenpflichtige Produkt wird von verschiedenen Internetdienstanbietern eingesetzt, insbesondere Anbieter aus dem E-Sports-Bereich. Die Lizenzen sind nach der Anzahl zu verwaltender Systeme und Module gestaffelt. Nutzer können mit dieser Verwaltungssoftware ihre Server über ein Webinterface verwalten, das dem Internetdienstanbieter die Bereitstellung von Leistungen und Support deutlich vereinfacht. Zusätzlich bietet das TekBASE ein integriertes Content-Management-System mit Onlineshop sowie ein Rechnungs- und Mahnsystem.

## Programmierung
TekBASE wurde in PHP programmiert und ist stark modularisiert. Zum Einsatz kommt außerdem eine Datenbank auf MySQL-Basis sowie die JavaScript-Klassenbibliothek JQuery. Der Quellcode von TekBASE ist mit ionCube verschlüsselt, um unrechtmäßige Kopien zu verhindern.

## Arbeitsweise
Das TekBASE Webinterface unterstützt eine dezentrale Nutzung, das heißt, dass die Verwaltungssoftware auf einem Server installiert wird und weitere Server einbinden und von diesem aus verwalten kann. Dabei läuft die Kommunikation mit den anderen Servern über das SSH2-Protokoll mittels der Public-Key-Authentifizierung.